# Riscrivere il passato
Riscrivere il passato è il quinto album del gruppo neoprogressive italiano Notturno Concertante.

## Il disco
La preparazione di Riscrivere il passato iniziò nel 1996. La produzione tecnica fu curata dagli stessi membri del gruppo, e a tal scopo furono usati strumenti software di larga diffusione (Pro Tools). All'album ha collaborato Stefano Benni, che ha scritto il testo di Io ti amo.
Suonano nel cd:
Lucio Lazzaruolo: tastiere e chitarra classica
Raffaele Villanova: chitarre, basso e voce
Raffaele Tiseo: violino
Caterina D'Amore: flauto e ottavino
Paolo Picone: batteria

## Lista dei brani
1. Giga
2. Perversi
3. Io ti amo
4. Six of the Best
5. Enclave de sol
6. La città nuova
7. Electric Rain
8. If the Winter Had Its Spirit
9. Gente dietro la finestra
10. La danza
11. Erewhon
12. Lezioni di vita
13. So Many Things I Would Have Done
14. Flood of Tears
15. La luce della notte